# 羅克格羅夫 (伊利諾伊州)
羅克格羅夫（英語：Rock Grove）是位於美國伊利諾伊州斯蒂芬森縣的一個非建制地區。該地的面積和人口皆未知。

## 地理
羅克格羅夫的座標為42°27′47″N 89°30′43″W / 42.46306°N 89.51194°W，而該地的平均海拔高度為288米（即945英尺）。